# Fitotecnologia
Fitotecnologia (do grego antigo φυτο: 'planta' e τεχνολογία: 'tecnologia') é um campo emergente que implementa soluções para problemas científicos e de engenharia na forma de plantas. É diferente da ecotecnologia e da biotecnologia, pois esses campos abrangem o uso e o estudo de ecossistemas e seres vivos, respectivamente. O estudo atual neste campo tem sido direcionado principalmente para a remoção de contaminantes (fitorremediação), armazenamento (fitosequestração) e acumulação (ver hiperacumuladores). As tecnologias baseadas em plantas tornaram-se alternativas aos procedimentos de limpeza tradicionais devido aos seus baixos custos de capital, altas taxas de sucesso, baixos requisitos de manutenção, valor de uso final e natureza estética.

## Sumário
- Este artigo foi inicialmente traduzido, total ou parcialmente, do artigo da Wikipédia em inglês cujo título é «Phytotechnology».